# Arrondissement de Dordrecht
L'arrondissement de Dort ou de Dordrecht est une ancienne subdivision administrative française du département des Bouches-de-la-Meuse créée le 30 mai 1810 et supprimée le 30 mai 1814.

## Historique
Le département des Bouches-de-la-Meuse est divisé en arrondissements par le décret du 18 octobre 1810 organisant les départements de la Hollande. L'arrondissement est un des quatre créés dans les Bouches-de-la-Meuse et est alors divisé en huit cantons.

## Composition
En 1812, l'arrondissement comprend les cantons de Culembourg, Dordrecht (deux cantons), Oud-Beijerland, Ridderkerk, Sliedrecht et Strijen.
Comme tous les territoires de l'ancien royaume de Hollande, l'arrondissement est supprimé officiellement par le traité de Paris, le 30 mai 1814.